# カーペンターズ
カーペンターズ（英: Carpenters）は、アメリカ･カリフォルニア州ロサンゼルス出身の兄妹デュオ。作曲と演奏を兄のリチャード、ヴォーカル（初期はドラムスも）を妹カレンが担当した。ロック全盛の1970年代において、独自の音楽スタイルを貫き大きな成功を収めたが、1983年のカレンの死により活動を終えた。
代表曲に「遥かなる影」、「雨の日と月曜日は」、「スーパースター」、「イエスタデイ・ワンス・モア」、「トップ・オブ・ザ・ワールド」、「青春の輝き」等がある。
日本においても三省堂のコラムで「兄妹デュオで世界一有名」と評されている。

## 概要
1970年代を中心に、アメリカのラジオ番組『アメリカン・トップ40』やアダルト・コンテンポラリー・チャートでの記録を塗り替え、ソフトロックやイージーリスニング、アダルト・コンテンポラリー・ミュージックといったジャンルにおける主要なヒットメーカーとなった。Billboard Hot 100で1位となったシングルが3曲、アダルト・コンテンポラリー・シングル・チャートで1位が15曲ある。さらに、トップ10入りは12曲に及ぶ。アルバム・シングルの総売上枚数は1億枚を上回るとされている。
14年間の活動で、11枚のアルバム（うち『close to you』『カーペンターズ』『ア・ソング・フォー・ユー』『ナウ・アンド・ゼン』『緑の地平線〜ホライゾン』の5枚がトップ10シングル曲を収録）、31枚のシングル、5本のテレビ・スペシャル番組、テレビ・シリーズ番組を1本制作した。アメリカ本国をはじめ英国、日本、オーストラリア、オランダ、ベルギーなど世界各国でツアーを行った。
オリコンチャートブックの集計では1970年から1989年（いわゆるレコード時代）の日本での海外アーティスト別アルバム売上枚数はビートルズに次いで第2位である。シングル売上枚数は第1位。CD時代に入った後も、1995年発売のベスト盤『青春の輝き〜ベスト・オブ・カーペンターズ』が200万枚越えるセールスを記録する等、日本においても時代を超越して愛され続けているグループである。
カレンが、神経性無食欲症（いわゆる拒食症）の合併症による心停止のために死去してから、摂食障害の危険性の認識が深まったといわれている。

## 歴史

### 家族の歴史とダウニーまでの道のり
カーペンター兄妹は二人ともコネチカット州ニューヘイブンにある Grace–New Haven Hospital（現在のYale–New Haven Hospital）にてHarold Bertram（1908年11月8日 - 1988年10月15日没）とAgnes Reuwer（旧姓 Tatum、1915年3月5日 - 1996年11月10日没）の夫婦のもとに生まれた。
ハロルドは父（兄妹の祖父、イギリス人）が宣教師として赴任していた中国で生まれた。その後、一家は1917年にイギリスにもどり1921年にはアメリカに渡り、技術者として身を立てた。父方の祖母のネリーは美しく、歌声はとても大きくてきれいだった。
兄妹の母であるアグネス・テイタム・カーペンターは、ボルチモア出身で小売店を営む家庭の4人姉妹として生まれた。アグネスの父は姉妹たちに一生懸命働くことの大切さと勤労道徳をしっかり教え込んだ、アグネスはとても意志が強く、ウエディングドレスも自作し、子供を守り家事をきっちりこなす母親であった。二人は1935年4月9日に結婚、第二次世界大戦が終わり、アメリカ庶民が手頃な価格で家が買えるようになった頃、カーペンター夫妻は1946年、ニューヘイブンの郊外に家を購入した（55 Hall Street, New Haven）。ハロルドはNew Heaven pulp and board companyでカラー・プレス工として働いた。アグネスとハロルドは週末は車の洗車をして家庭が豊かになるように努めた。兄であるリチャードは1946年10月15日生まれで、ハロルドの兄弟の名をとり、Richard Lynnと名付けられた。3年後の1950年3月2日、妹Karen Anneが誕生した。
夫妻は子供を非常にかわいがったが、リチャードによると、夫婦は表だった愛情表現をあまり好まなかった。この関係がカレンがのちに神経性食思不信になった時に周囲から母親からの愛情が足りないのが原因と指摘された由縁である。しかし、リチャードが後にテレビ番組で「うちの家族は他の家族の様にHugging（何かの折に愛情確認のために抱きしめる）はしないが、お互いのことをちゃんと思いやっているんだ」とコメントした。
ハロルドは表立った愛情表現は下手であったが、音楽に対する感情表現を表すのは子供たちの前でもためらわなかった。ハロルドが集めた音楽はハリー・ジェイムス、レッド・ニコルズ、スパイク・ジョーンズ、チャイコフスキーやラフマニノフと多様で、これはリチャードが多種多様な音楽に触れるきっかけとなった。
リチャードはおとなしい子供で、ほとんどの時間をピアノを弾いたり音楽を聴いたりして家で過ごしていた。リチャードが3歳になるまでに興味を持ったのは、地下室でレコードプレーヤの前で何時間も音楽を聴くことであった。父は地下室の天井からブランコを吊るし、そこでカレンとリチャードはブランコに揺られながら音楽を聴いて育った。二人はいつも一緒でそれは生涯変わらなかった。リチャードは屋内で遊ぶのが好きであったが、カレンはかなりのおてんばで、よくソフトボールをして遊んでいた。リチャードは12歳の時にピアノを始め、16歳の時に近くのエール大学でピアノのレッスンを受けた。この頃になると、リチャードがミュージシャンとしての将来を目指していることは、近所の皆が感じていた。他の子供が外でローラー・スケートをしているころ、リチャードがピアノを練習している音が窓から聞こえたそうである。
母のアグネスはこの頃までには、リチャードがクラシック音楽でなく、何か違う音楽で身を立てると予感していたようで、毎日彼が練習するのを聞いていたという。
リチャードの音楽的才能に気づいた夫妻は、息子の音楽活動のためにハリウッドのある南カリフォルニアに引っ越すことを決断、友に別れを告げ、1963年6月、車に引っ越しの荷物を詰めてカリフォルニアを目指した。ハリウッドの中心ではなく、少し離れたダウニーに移り住んだ。ダウニーはニューヘイブンと同じく、郊外でミドルクラスといわれる家庭が住むのに適していた。彼が最初に住んだアパートは今もあり、リチャードはそこに1年以上いたといわれている。

### ダウニーにて
カーペンター家はニューヘイブンの家が売れず、経済的に苦しかった。そのため家族は最初にShoji Apartments（現在はThe Pinecrest Apts、12020 Downey Avenue, Downey, CA）に移り住んだ。最初はShojiアパートの22号室であったが、数か月後に向かいの大きな23号室に移り、約1年間過ごした。
1965年の11月、父であるハロルドはようやくダウニーのフィドラー・アベニューに家族向けの一軒家を手に入れて移り住んだ。（リチャードはストーリーブック・ハウスと呼んでいる）この家が建っていた場所はパラマウントとベルフラワーの境界に位置していたため、高速105号線の建設でちょうどこの場所だけが取り壊され、歴史的建造物であることを惜しむ声も上がった。カーペンター一家はこのフィドラー・アベニューの家に1971年まで住み続けた。

### 兄妹の生い立ち
リチャード・リン・カーペンターは1946年10月15日、妹カレン・アン・カーペンターは1950年3月2日生まれである。リチャードは父親の膨大なレコード・コレクションを聴き、ピアノの練習に熱心だった。一方カレンは親しみやすく外向的でスポーツを好んだが、兄と一緒に音楽を聴くことも多かった。
1963年6月、両親のハロルドとアグネスは家族を連れてカリフォルニア州ロサンゼルス郊外のダウニーに移り住んだ。リチャードを音楽業界へ近づけることと、カレンと父がニュー・イングランドの厳しい冬を嫌ったための移住であった。同年の秋からリチャードはダウニー高校へ通い、体育の代わりにバンドを選択科目とした。後にカレンも、これを参考にして選択を体育から音楽に変更した。音楽教師のブルース・ギフォードは、リチャードが「ラプソディ・イン・ブルー」を指示されて演奏するのを聴いて、リチャードのピアノ奏者としての才能を認めた。
翌年度からリチャードはカリフォルニア州立大学ロングビーチ校へ通い、将来の作曲パートナーとなるジョン・ベティスと出会った。ベティスの協力のもとに、リチャードはやがて「トップ・オブ・ザ・ワールド」、「愛にさよならを」、「オンリー・イエスタデイ」といったヒット曲を生み出していく。またリチャード・カーペンター・トリオでベースやチューバを演奏することになるウェズリー・ジェイコブズや、1966年にクリスマス・ソングのスタンダード「メリー・クリスマス・ダーリン」を共作するフランク・プーラーらと知り合ったのもこの学校でのことである。
カレンは、1964年にダウニー高校へ入学し、ドラム演奏の才能を見せはじめた。カレンは、運動は好きだが体育の授業は嫌いだったと述べている。カレンは体育から逃れるため、カリフォルニア州立大学学生であったリチャードに、やはり同様に体育からマーチング・バンドを選択できるように、教師を紹介してもらい、結果、ダウニー高校マーチング・バンドの一員となることを認められた。1963年、リチャードを教えていた教師のブルース・ギフォードは、カレンにグロッケンシュピールを担当させたが、カレンは気に入らなかった。あるインタビューでカレンは、「演奏に不便で運びにくく、バンドの演奏よりも常に4分の1音高い音を出すことなどに苛立っていた」と述べている。
その後間もなくカレンは、友人でありバンド仲間のフランキー・チャベスからドラムの演奏を勧められ、チャベスのセットを借りてドラムを教わった。「基礎から始めて2人で何時間も練習したのだろう」とリチャードは語っている。1964年に両親からラディックのドラムセットを買って貰ったころには、カレンの腕前はプロ並みに上達しており、リチャードが後年のドキュメンタリー『リメンバー・ザ・カーペンターズ』（"Close to You:Remembering the Carpenters"）で語っているところによれば「エキゾティックな拍子記号の列を叩き出せるほどになっていた」という。

### 初期の活動
1965年まで1年間カレンはドラムの練習に励み、リチャードは教師フランク・プーラーの指導の下でピアノを練習した。兄妹はジャズ・トリオの結成を真剣に考えるようになり、親しくなったウェス・ジェイコブズとバンドを結成。ドラムはカレン、ピアノはリチャード、ベース／チューバはジェイコブズという編成のジャズ・トリオで、「リチャード・カーペンター・トリオ」と名乗った。1966年、トリオはハリウッド・ボウルで毎年行われていた "Battle of the Bands" （いわゆる対バン形式のコンテスト）に出場し、「イパネマの娘」のインストゥルメンタル・ヴァージョンや自作曲「アイス・ティー」を演奏した。1966年6月24日、トリオはこの大会で優勝し、RCAレコードとの契約を勝ち取った。そこで彼らはビートルズの「エヴリー・リトル・シング」やフランク・シナトラの「夜のストレンジャー」（"Strangers in the Night"）などといった曲を録音した。しかし、RCAとの契約はすぐに打ち切られる。
1966年、ロサンゼルスのベース奏者ジョー・オズボーンが所有していたガレージ・スタジオで深夜にセッションが行われることとなり、そこでオーディションを受けるトランペット奏者の伴奏を務めるために参加することとなったリチャードに、カレンも同行した。この時、ためしに歌ってみるようオズボーンから頼まれたカレンの声のすばらしさが認められ、1966年5月13日、カレンはオズボーンが立ち上げたばかりのレーベル、マジック・ランプ・レーベルとソロ・アーティストとしての短期レコード契約を結ぶこととなった。このレーベルからはリチャードが作曲した「ルッキング・フォー・ラヴ」（"Looking for Love"）と「アイル・ビー・ユアズ」（"I'll Be Yours"）を収録したシングルが制作されたが、レーベル自体がその後すぐに消滅。しかしオズボーンは、カレンとリチャードがA&Mレコードからのオファーを受けることとなる1969年まで、2人にデモ・テープの録音を続けさせた。
1967年、リチャードとカレンはカリフォルニア州立大学ロングビーチ校の学生ミュージシャン4人と共に、「ザ・サマーチャイムズ」という名のセクステット（6重奏団）を結成した。やがて「スペクトラ」と改名し、最終的には「スペクトラム」の名に落ち着いた。グループはジョリー・ナイト・ステーキ・ハウスやウィスキー・ア・ゴーゴーなどで頻繁に演奏するようになった。スペクトラムはレコード会社と契約を交わせなかったが、同じバンドのメンバーであると同時に、のち1983年のカレンの死まで多くの楽曲の共作者となるジョン・ベティスと、リチャードは親交を深めた。
1968年、スペクトラム解散。リチャード・カーペンター・トリオのウェス・ジェイコブズは、ベースとチューバを演奏していたが、デトロイト交響楽団へ加入するためグループを去った（1970年首席チューバ奏者となった）。リチャードとカレンは1968年の中ごろにテレビ番組"Your All American College Show"から出演依頼を受けた。全国の大学からさまざまなグループを集めてコンテストに参加させるオーディション番組であった。兄妹はマーサ&ザ・ヴァンデラスの曲 "Dancing in the Street" で参加することとしたが、バンドを去ったジェイコブズの代わりとなるベース奏者が必要となり、オーディションを行った。結局、そのテレビ出演だけの臨時参加という形でビル・シショフが選ばれた。一時的なメンバーを加えたリチャード・カーペンター・トリオは1969年6月22日にテレビデビューを飾った。この演奏が、リチャードとカレンにとって初めてのテレビ出演でもあった。この出演を最後にリチャード・カーペンター・トリオは最終的に解散し、レコード会社からのオファーを待つこととなる。
当時はジミ・ヘンドリックスやビートルズ、ジャニス・ジョプリン、ローリング・ストーンズなどロックグループが主流だった。しかし、リチャードとカレンは自分たちの路線を貫き、二人は友人たちの手を借りながらさまざまなレコード・レーベルにデモ・テープを送り続けた。それがA&Mレコードの共同所有者でありトランペット奏者・ヴォーカリストでもあるハーブ・アルパートの関心を惹いた。このアルパートがリチャードとカレンを世に送り出すことになる。

### カーペンターズ
1969年4月22日、リチャードとカレンは「カーペンターズ」名義でA&Mレコードとの契約を結んだ。当時の州法で19歳のカレンは未成年者だったため、両親も署名した。兄妹はあえて定冠詞 "The" の付かない"Carpenters"を契約上の名義とすることに決めた（"The Carpenters" は「カーペンター兄妹」ないし「カーペンター家」を意味するが、"Carpenters" だけでは「大工たち」の意味になる）。その理由についてリチャードは、2004年に発売された "Gold:35th Anniversary Edition" のライナーノーツにおいて、バッファロー・スプリングフィールドやジェファーソン・エアプレインのように、「ザ・〜ズ」ではないバンド名のほうがかっこいいと思ったからだと述べている。
A&Mレコードとの契約において、リチャードとカレンはスタジオ内での自由を与えられた。『オファリング』と題されて1969年にリリースされた彼らの最初のアルバムには、リチャードがスペクトラム時代に作曲ないし共作した楽曲もいくつか収録されている。このアルバムにおける人気曲は、ビートルズのヒット曲をバラード風にアレンジした「涙の乗車券」で、ビルボード・ホット100で最高54位、アダルト・コンテンポラリー・チャートでトップ20位入りするなど、まずまずのヒットとなった。この曲の成功を受けて、『オファリング』は1970年に『涙の乗車券』へと題名を変えて再発された。
アルバム『涙の乗車券』のチャート・アクションは今一つ振るわなかったが、リチャードとカレンはバート・バカラック／ハル・デヴィッド作の「close to you」でついに成功を手にする。このシングルは1970年にリリースされて初登場56位となり、1970年7月22日にはチャート1位に昇りつめ、4週にわたって首位の座を守った。また1970年ビルボード誌年間ランキングでは第2位となっている。ベストセラーとなったアルバム『Close to you』の収録曲からはこの曲と「愛のプレリュード」がRIAAによってゴールドディスクに認定され、同アルバムは『ローリング・ストーン』誌による『偉大なアルバム500選』（"500 Greatest Albums of All Time"）の175位にも選ばれている。その年の最優秀新人部門をはじめとする2つのグラミー賞も受賞した。
「Close to You」が1位となった直後に、カーペンターズがカヴァーした「愛のプレリュード」（ポール・ウィリアムス／ロジャー・ニコルス作）がビルボード・ホット100で第2位となり、アダルト・コンテンポラリーチャートでは首位を7週間保持した。リチャード自身もこの曲はグループの「代表曲」だと認めている。この曲はもともとウィリアムズとニコルズがクロッカー・ナショナル銀行のテレビCM曲として前年に作曲したものだが、リチャードはテレビで聴いたときにその曲のヒット性にいち早く気づいたのである。「愛のプレリュード」はウィリアムズとニコルズにとって初のヒット・シングルとなった。
2人はその年の締めくくりとして、クリスマス・ソング「メリー・クリスマス・ダーリン」をリリースした。この曲は、カリフォルニア州立大学時代に2人の参加していた合唱団の監督を務めていたフランク・プーラーとリチャードが共作した作品で、1970年のビルボードのホリデイ・チャートで上位にランクインして、翌年以降も同チャートにたびたび登場した。
一連のヒット・シングルやアルバムによって、カーペンターズは1970年代を通じてヒット・チャートの常連となった。1971年のヒット曲「ふたりの誓い」は、元はサイ・ハワード監督による1970年の映画『ふたりの誓い』の結婚シーンのためにレコーディングされたものである。映画館でこの曲を聴いて気に入ったリチャードは、その後間もない1970年秋にこの曲を録音し、カーペンターズにとって3枚目のゴールド・シングルとなった。
続いて送り出された「雨の日と月曜日は」はビルボード・ホット100の第2位を記録し、ポール・ウィリアムズとロジャー・ニコルスにとって2曲目のヒット・シングルとなった。カーペンターズの評伝を著した作家コールマンは、「雨の日と月曜日は」をおそらく最もポピュラーなカーペンターズの楽曲であろうと評している。さらにこの曲はカーペンターズ第4のゴールド・シングルとなったが、1位獲得を阻んだのはキャロル・キングの「イッツ・トゥー・レイト」（"It's Too Late"）だった。
レオン・ラッセル／ボニー・ブラムレット作曲のシングル「スーパースター」はカーペンターズの次の代表曲となり、ここで聴かれる痛切で心に残るカレンの歌声は高い評価を受けている。この曲もビルボード・ホット100で第2位となった。1971年には彼ら自身の名をタイトルとしたアルバム『カーペンターズ』（日本盤タイトルは『ふたりの誓い』→『スーパースター』→『カーペンターズ』と改題された）がリリースされた。この作品は彼らにとって最も売れたアルバムの1つであり、RIAAのプラチナムを4度にわたって獲得（売上400万枚以上）している。この作品でカーペンターズはグラミー賞（Best Pop Performance by a Duo or Group with Vocal）を受賞し、3部門でノミネートされた。
1972年にリチャードはエレキギターによるソロを導入したバラードを考案した。後にこうした形態の曲をハードロックやヘヴィメタルのバンドが継承して Power ballad と呼ばれる1ジャンルにまでなったことから、リチャードがこのジャンルの先駆者とみなされることもある。この曲「愛にさよならを」はリチャードとベティスによって作曲されたもので、カーペンターズが1972年に出した2枚目のシングルとして最高7位を記録した。「愛にさよならを」はビング・クロスビー主演の映画 "Rhythm on the River" に着想を得たものである。この映画は1940年に制作され、作中にはベイジル・ラスボーンが演じる作曲家が登場する。この作曲家は歴史上最も美しい歌 "Goodbye to Love" の作者として有名という設定である。リチャードによれば、この曲は映画の中に言及があるだけで演奏されてはいなかったが、同名の曲を自分で書こうと思いつき、1972年にベティスと共作するまでそのアイディアを温めていたという。2人はリードギタリストとしてトニー・ペルーソを招き、A&Mのスタッフもペルーソの大胆なソロに満足した。これを機にペルーソは1983年までカーペンターズの伴奏者を務めることとなった。しかし、ファンの中にはカーペンターズのレコードにエレキギターのソロが入ることに不満を抱く者も少なくなく、嫌がらせの手紙を送りつける者さえいたという。
1973年リリースのアルバム『ナウ・アンド・ゼン』のタイトルは2人の母アグネス・カーペンターの案による。この作品には『セサミ・ストリート』で挿入歌として使用された楽曲「シング」や、昔のラジオを懐かしむ懐古的な歌詞の「イエスタデイ・ワンス・モア」などが収録されている。日本とイギリスでのカーペンターズ最大のヒット曲である「イエスタデイ・ワンス・モア」はアルバムのB面1曲目に収録され、その後に60年代前半にヒットした例えばスキータ・デイヴィスの「この世の果てまで」などのオールディーズのメドレーが続き、聴き物となっている。
カーペンターズにとって初となるベスト・アルバムは "The Singles:1969-1973" と題され、アメリカとイギリスでアルバムチャートのトップに立っている。特にイギリスにおいては、1974年7月13日にエルトン・ジョンの『カリブ』にトップを奪われるまでトータル17週も首位に立ち、70年代に最も売れたアルバムのひとつとなっている。また、このアルバムはアメリカでも2008年までに700万枚以上を売り上げ、7倍のマルチ・プラチナ・ディスクを授与されている。
このベスト・アルバム用に新たに作り直され、アルバムの先行シングルとしてリリースされたのが「トップ・オブ・ザ・ワールド」である。1972年リリースのアルバム『ア・ソング・フォー・ユー』に収められていたこの曲のアルバム・ヴァージョンを聴いたカントリー・シンガーのリン・アンダーソンがこの曲をカヴァーして1973年にリリースすると、リチャードとカレンも自分たちもシングルとしてリリースするべきかどうかについて議論した。A&Mの仕事仲間であったギル・フリーセンは、アルバム『ア・ソング・フォー・ユー』からはすでに4枚ものシングル（「ハーティング・イーチ・アザー」、「愛にさよならを」、「小さな愛の願い」、「愛は夢の中に」）をカットしていることを理由に反対したが、それにもかかわらず、一般からの需要は高いという判断により「トップ・オブ・ザ・ワールド」を1973年9月にシングルカットされ、同年12月にビルボードHOT100において2週連続で1位となり、カーペンターズにとって2枚目の全米1位シングルとなった。

### 1970年代後半
カーペンターズは1974年には新しいアルバムを発表しなかった。リチャードはこれについて「単に時間がなかったから。アルバムを作る気分にもなれなかったし」と語っている。その代わりに、2人はポール・ウィリアムズ／ロジャー・ニコルズ作曲のシングル「愛は夢の中に」をリリースしている。これはもともと1972年のアルバム『ア・ソング・フォー・ユー』に収録されていたものだが、カーペンターズはそのLPをリリースした2年後になって、この曲をシングル・カットすることを決定した。1974年3月、そのシングル・ヴァージョンはビルボード・トップ100チャートの11位に達し、アルバム『ア・ソング・フォー・ユー』からの5番目のトップ20ヒットとなった。
一方、同1974年には『ナウ・アンド・ゼン』に収録されたハンク・ウィリアムズの「ジャンバラヤ」をアップテンポにリメイクした。この曲はアメリカでシングルとしてリリースされたほか、日本のチャートでも30位以内にランクインし、イギリスをはじめとする他の多くの国でもヒットした。オランダでは、カーペンターズにとって最大のヒット曲となったほどである。また1974年の暮れには、ジャズ調の編曲を施したクリスマス・ソング「サンタが街にやってくる」をシングルとしてリリースしている。
1975年はまだ彼らにとって多作の年であった。マーヴェレッツが1961年にチャート1位を獲得したヒット曲で、モータウン・サウンドのクラシックであった「プリーズ・ミスター・ポストマン」をカヴァーしたシングルがヒット。これは1974年にリリースしたものだが、75年の1月にビルボード・トップ100で1位を獲得し、彼らにとっての3度目の（そして最後の）首位獲得作品となった。このシングルはまた、カレンとリチャードにとっての12番目のアメリカでのミリオンセラーにもなった。日本ではこのシングルが最高の売上枚数を記録している。
「プリーズ・ミスター・ポストマン」に続き、春にはリチャードとジョン・ベティスの共作「オンリー・イエスタデイ」がビルボードで4位まで上昇し、これは彼らにとって最後のアメリカでのトップ10ヒットとなった。リチャードとベティスはこの曲がヒット・シングルになるとは思っていなかったので、ロジャー・ヤングとの賭けでトップ5入りしない方に賭けており、2人はヤングに1000ドル支払うはめになったという。
1975年の上半期に成功を収めたこの2曲はいずれも1975年のアルバム『緑の地平線〜ホライゾン』に収められている。このアルバムはほかにもイーグルスの「デスペラード」とニール・セダカの「ソリテアー」のカヴァーを収録しており、これらも同じ年に中ヒットを記録した。このアルバムのジャケットは、日本人デザイナーの長岡秀星の代表作のひとつである。ただし、以降彼らのレコード・セールスは次第に下降線を辿り始めた。『緑の地平線〜ホライゾン』はプラチナム・アルバムに認定されたが、その後（アルバムからの2枚目のシングルがチャートから消えて以降）カーペンターズにとっては初めてマルチ・プラチナムに達することのなかったアルバムとなった。
1976年6月11日に発売された次のアルバム『見つめあう恋』も、ゴールド・ディスクには認定されたものの、彼らにとってはファースト・アルバム『涙の乗車券』以来の7年間で初めてプラチナ獲得に至らなかったアルバムである。それでも1976年のシングル・リリースは成功を収めていたが、当時のヒット・ラジオ番組は音楽的スタイルを変化させており、ついにはカーペンターズのような「ソフト」なグループの多くを苦しめるようになった。カーペンターズのその年最大のポップ・シングルはハーマンズ・ハーミッツのカヴァー「見つめあう恋」で、最高12位であった。カレンの最も好きな曲といわれる「青春の輝き」はビルボード・ホット100では25位にとどまったが、アダルト・コンテンポラリー・チャートでは「見つめあう恋」に続き14枚目となる1位を獲得した。これは同チャートの歴史上他に類を見ない記録となった。
彼らの功績の1つとして数えられることは少ないが、カーペンターズはアメリカでは最も早く自分たちのレコードの宣伝のためにミュージック・ビデオを制作したグループの1つである。1975年の初めに、彼らはディズニーランドで「プリーズ・ミスター・ポストマン」の演奏を撮影しているほか、「オンリー・イエスタデイ」をハンティントン・ガーデンで収録しているが、ここでのカレンは健康で調子良さそうに見える。しかし、1年後に撮影した「見つめあう恋」のビデオに出演した時には目に見えて違いが現れるようになっていた。
1977年から1979年にかけてディスコ・ブームの真只中であり、カーペンターズやジョン・デンヴァーら大人向けの「イージー・リスニング」のアーティストは、ラジオなどで放送される機会がやや減りつつあった。1977年にリリースされたカーペンターズの実験的なアルバム『パッセージ』は、他の音楽ジャンルへ挑むことによって、より多くの層へ訴えかけようとする試みであったが、ラテン音楽（「一人にさせて」）、カリプソ（「恋の強がり」）、ポップ・ソング（「想い出にさよなら」、「あの日、あの時」）という不釣合いな混ぜ合わせに、「ふたりのラヴ・ソング」（アダルト・コンテンポラリー・チャート4位）、「星空に愛を(コーリング・オキュパンツ)」といったヒット曲を抱き合わせたというものである。最も有名な曲、ミュージカル『エビータ』から取られた「月影のバルコニー〜泣かないでアージェンティーナ」やクラトゥの「星空に愛を」などのカヴァーはいずれも合唱とオーケストラによる伴奏が加えられた。シングル「星空に愛を」はイギリスではヒットしたが、アメリカのポップ・チャートでは32位止まりとなり、カーペンターズとしては初めてゴールド認定となる50万枚の売り上げに達することのなかったアルバムとなった。
リチャードは『パッセージ』収録曲の「想い出にさよなら」は、きっとヒットすると感じていたため、A&Mにシングルでのリリースを決断させた。この曲はアン・マレーのシングルとして発売され、1979年のアダルト・コンテンポラリーおよびカントリー・チャートの両方で1位を獲得し、リチャードの感性の正しさを証明した。カーペンターズによる「ふたりのラヴ・ソング」と「星空に愛を」のミュージック・ビデオがDVD"Gold:Greatest Hits"で観ることができる。
国内チャートでの成績はやや振るわなくなってきたとはいえ、カーペンターズはまだ十分な人気を維持していた。1978年の初めには、アップテンポでフィドルを加味した「スウィート・スマイル」がカントリー・チャートで意外にもトップ10入りを果たした（ビルボード・ポップ・チャートではトップ40に若干及ばなかったが、アダルト・コンテンポラリーで7位、カントリー・チャートで8位を獲得した）。この曲は後年カントリーやポップのスターとなるジュース・ニュートンが作曲したものである。イギリスでは2作目のベスト・アルバム"The Singles:1974-1978"が発売された。一方アメリカではカーペンターズ初のクリスマス・アルバム『クリスマス・ポートレイト』が発売されてその季節の人気作品となり、勢いの衰えはじめたこの時期にあっては意外な売れ行きを見せ、カレンとリチャードに再びプラチナムをもたらした。

### 1980年代初頭
1979年、リチャードはカンザス州のリハビリ施設で薬物依存症からの回復を試みる。その間にカレンはニューヨークに渡って、プロデューサーにフィル・ラモーンを迎えた初のソロ・アルバムの制作を決意する。彼女はこのアルバムのためにより大人向けでディスコ調の作品を選び、これまでのイメージを払拭しようと努めた。だが、1980年の初頭に完成したソロ作品に対し、リチャードやA&Mは難色を示した。カレンにとっては不幸なことに、このアルバムは発表しないものとする決定が下され、この作品の制作費として印税から50万ドル以上の負債を請求されたのである。この決定に怒りを覚えつつも、ある面では慣れぬ仕事から解放されたカレンは、依存症から立ち直った兄と新しいアルバムの制作にとりかかる。お蔵入りになったカレンのソロ・アルバムは1996年10月に『遠い初恋』としてリリースされるまで未発表だったが、録音された楽曲のうち4つは1989年のカーペンターズのアルバム『愛の軌跡〜ラヴラインズ』の中で日の目を見た。その際に「イフ・アイ・ハド・ユー」はシングルとしてリリースされ、アダルト・コンテンポラリー・チャートで20位以内にランクインした。
カーペンターズは1980年に『Music』と題されたテレビの特番に出演し、エラ・フィッツジェラルドやジョン・デヴィッドソンをはじめとする著名なゲストと共演した。これはカレンがトム・バリスと結婚したのと同じ年に撮影されたもので、この時期のカレンは比較的健康な体重を取り戻していた。。
1981年6月16日にリリースされたカーペンターズのデュオとしての次なるLP『メイド・イン・アメリカ』は、商業的には失敗に終わった。この作品はアメリカでは、カレンが亡くなる1983年初頭までは20万枚ほどしか売れていなかった。しかしながら、アルバムからシングル・カットされたロマンティックな「タッチ・ミー」はHot100で16位まで上昇し、全米ポップ・チャートにおける彼らの最後のトップ20ヒットシングルとなった。この曲はビルボードのアダルト・コンテンポラリー・チャートでは彼らにとって15番目の首位記録作品でもある。
カレンの母は「カレンが愛する者を見つければカレンの拒食症も改善されるだろう」と考え、結婚相手を見つけた。だが当時30代の実業家であった結婚相手のトーマス・ジェイムズ・バリスは離婚歴があり息子を引き取っていた男で、当時初婚で経済的にも自立していたカレンの結婚相手としては周囲からも疑問に思われていた。しかし交際から2ヶ月も経過しない内に2人は結婚を決意し、結婚式も手配した。ところが結婚式数日前にバリスから「実はパイプカットをしているので子作りができない」と打ち明けられ、裏切りに怒ったカレンは「ペニスの再建手術を受ける」と慌てて申し出たバリスに構わず婚約破棄を考えた。それを母が「ペニスの再建手術を受けると言っているんだし、これぐらい我慢しなさい」と信頼関係の崩壊を感じたカレンを引き留めた。母は家の体面も然ることながら、この時期にカレンがマスコミに追い回される事態にでもなったら折角改善の兆しが見られた拒食症が悪化するのではないかと憂慮していた。
結婚後、バリスはカレンから事業に必要だからとカレンに大金を要求しては、まともに働く様子を見せずカレンから貰った金で遊蕩に明け暮れていた。カレンに要求した金額は5万ドルを超えることもあった。実はバリスは結婚前から虚言癖があったようで、実業家というのも偽装した姿で、最初からカレンから金を巻き上げるためにアプローチしていたに過ぎなかった。さらにカレンから資金を出してもらったことに感謝するどころか、拒食症で闘病中であったカレンを「骨の塊」と侮辱し、現代で言うモラルハラスメントのようなことをしていた。それだけでなく、ペニスの再建手術の約束も反故にした。
カレンのバリスとの結婚や、彼女が患っていた拒食症などの個人的な問題は、グループの復帰に暗い影を落とした。瞬く間に恋に落ちたあと、カレンは不動産業者のバリスとの結婚式をビバリーヒルズ・ホテルのクリスタル・ルームで盛大に行った。1980年の8月31日に挙げられたこのセレモニーの中で、カレンは翌年に「タッチ・ミー」のカップリングとしてリリースされる、リチャードとベティスが書き下ろした楽曲「ウエディング・ソング」を披露している。
だが、結婚してから1年ほどの間に、彼女の容姿は変わり果てていった。『メイド・イン・アメリカ』の販売促進用に制作されたビデオで窺えるその姿は、もはや彼女が重病人であったことを裏付けるのに十分な証拠といえるものであった。カレンとバリスの結婚生活は惨憺たるものであり、彼らは1981年の終わりには別居する。1982年、カレンは障害の診療を受けるためニューヨークの著名な心理セラピスト、スティーブン・レベンクロンを訪ね、この年の11月には仕事に復帰して離婚手続きを完了するためにカリフォルニアへ戻った。カレンの甲状腺は通常のものであったが、新陳代謝を加速するために甲状腺の薬を通常の10倍服用していることが分かった。これに加えて大量の下剤（日に90錠から100錠）を服用していたことが、彼女の心臓を弱める原因となった。

### カレンの突然の死
ニューヨークの病院での2か月以上にわたる治療を経て、カレンは30ポンド（13.6キログラム）以上も体重を戻したが、急激な体重の増加は、長年の無理なダイエットですでに弱っていた彼女の心臓に、さらなる負担をかけてしまった。1983年の2月4日の朝、カレンはダウニーの両親の家で心肺停止状態に陥ってダウニー・コミュニティ病院に運ばれるが、それから20分後に死亡が確認された。彼女はその日、離婚届へ署名するつもりであったという。
検死によると、カレンの死因は神経性無食欲症に起因するエメチンの心毒性であった。解剖学的な結論としては、心臓麻痺が第1の原因で、拒食症は第2の原因であった。第3に挙げられるのが悪液質で、これは負担や衰弱としては非常に軽いもので、慢性的な疾患と関連した一般的な体の衰えというべきものであった。エメチンの心毒性が死因であったことは、カレンが当時は簡単に入手できた薬である吐剤（誤って毒物を摂取してしまった人が即座に嘔吐できるようにするためのもの）を悪用していた可能性を示唆したが、明確な証拠はない。
彼女の告別式は1983年2月8日火曜日にダウニーの統一メソジスト教会で執り行われた。カレンは白い開いた棺にピンクのドレスを着せて横たえられ、およそ1,000人の会葬者が最後の別れを告げた。会葬者の中には、ドロシー・ハミル、オリビア・ニュートン＝ジョン、ペトゥラ・クラーク、クリスティナ・フェラー、ディオンヌ・ワーウィックといった彼女の友人たちがいた。別居中であったカレンの夫も葬儀に出席し、結婚指輪を外して棺の中に入れた。
1983年10月12日、ハリウッド名声の歩道のコダック・シアターから2、3ヤードほどのところにカーペンターズの星型プレートが飾られた。多くのファンと並び、リチャード、ハロルド、アグネス・カーペンターが除幕式に出席した。
カレンの死は拒食症だけでなく過食症に対してもメディアの注目を呼び寄せた。カレンの死によって有名人たちも自らの摂食障害を公表するようになったが、その中にはトレイシー・ゴールドやダイアナ妃といった人々がいた。医療センターや病院はこうした障害に悩む人々からの相談を受けることが多くなった。カレンの死が大きく報道されるまでは、一般大衆の間では拒食症や過食症についてあまり知られておらず、拒食症を表す英単語である「Anorexia nervosa」の発音すら一般に周知されないほど摂食障害への関心が薄かったため、症状を正確に認識して対処することは困難だったのである。2003年12月、リチャードによってカレンと両親の遺骨がカリフォルニア州サイプレスのフォレスト・ローン記念公園から掘り起こされ、リチャードの自宅に近い場所となるカリフォルニア州ウェストレイク・ビレッジのピアース・ブラザーズ・ヴァリー・オークス記念公園に改葬された。

### カーペンターズ以降
カレンの死後も、リチャードは未発表音源集やコンピレーション・アルバムなどデュオの作品のプロデュースを続けた。『メイド・イン・アメリカ』やそれ以前のアルバムでお蔵入りになっていた完成曲を収録したアルバム『ヴォイス・オブ・ザ・ハート』は1983年の終りにリリースされ、チャート46位に達してゴールド認定を受けた。このアルバムからは2枚のシングルがカットされた。「遠い初恋」はカレンのソロ・アルバム用に録音された曲の2つ目のヴァージョンである（1979年にボビー・ヴィントンによりマイナー・ヒットとなっていた）。このシングルはアダルト・コンテンポラリー・チャートで第7位となったが、ポップ・チャートでは101位にとどまった。次のシングル「ユア・ベイビー」はACチャート12位となったが、「バブル・アンダー」はチャート入りしなかった。
リチャード・カーペンターは1984年5月19日にメアリ・ルドルフと結婚した。1987年8月17日には長女クリスティが、1989年7月25日には次女トレイシィが、1992年7月25日には三女ミンディ・カレン（叔母の名を継いだ）が生まれ、その後もコリンとテイラーが生まれた。
1984年、リチャードはデュオの最初のクリスマス・アルバム『クリスマス・ポートレイト』からのアウトテイクに新しい音源を加えた2枚目のクリスマス・アルバム『オールド・ファッションド・クリスマス』を、カーペンターズの「新作」として制作した。また1987年には、リチャード初のソロ・アルバム『タイム』をリリースした。このアルバムからは、ダスティ・スプリングフィールドをゲスト・ヴォーカルに迎えた「サムシング・イン・ユア・アイズ」がヒット・シングルとなった。
カーペンターズのイメージを守りレコードの版権管理をしていこうと務めるリチャードに対しては批判が集中した。彼らを題材として扱うドキュメンタリーやドラマが制作されることになると、リチャードがそれらすべてに対して実質的な監督権を主張したためである。1987年には、トッド・ヘインズの自主制作短編映画 "Superstar:The Karen Carpenter Story" （カレンが衰えて早すぎる死を迎えるまでを、実際の女優ではなくバービー人形を用いて描いている）の配給に介入した。この映画のカレンに対する描写は同情的なものだったが、カレンの不幸を浮き立たせるために家族に対しては悪印象を与えるような表現がとられており、リチャードはカーペンターズの曲が無許可で使用されていることを根拠に訴訟を起こし、映画の配給を差し止めさせた。1989年のテレビ映画『カーペンターズ・ストーリー』（"The Karen Carpenter Story"、シンシア・ギブ主演）はリチャードの協力下に制作され、好意的な評価と高い視聴率を獲得した。この映画の放映後数週間はレコード屋からカーペンターズの在庫がなくなったほどである。
カレンのソロ・アルバム『遠い初恋』は1996年10月にリリースされた。CDにはA&Mが1980年にこのアルバムをお蔵入りにした経緯などを説明した、リチャードによるライナーノーツが付いている。ここに収録された楽曲は、ロック（ピーター・セテラをゲスト・ヴォーカルに迎えた「メイキング・ラヴ・イン・ジ・アフターヌーン」）からブルース（「ラスト・ワン・シンギン・ザ・ブルース」）まで、幅広いジャンルの音楽をカヴァーしている。なお、このアルバムのプロデューサーであるフィル・ラモーンはセテラがかつて所属していたバンド、シカゴの楽曲も数多く手がけている。カレンが1979年から1980年にかけて録音した未発表のソロ曲は他にも9曲ある。
1997年にリチャードは自身のピアニスト・編曲家・作曲家としての才能のすべてを注ぎ込んだアルバムを録音して発表したが、そのタイトルはまさに"Pianist Arranger Composer Conductor"というものであった（日本盤タイトルは『新たなる輝き：イエスタデイ・ワンス・モア』）。日本におけるカーペンターズの人気は非常に高く、カレンの死後も長く続いた。日本人でないアーティストのシングルが日本で大きく売れることは稀であるが、カーペンターズは例外である。カーペンターズのシングル3枚（「スーパースター」、「イエスタデイ・ワンス・モア」、両A面の「青春の輝き」/「トップ・オブ・ザ・ワールド」）がオリコンチャートのトップ10入りし、その他にも7曲がトップ40に入っている。1995年には日本市場向けにリチャードが編纂した『青春の輝き：ヴェリー・ベスト・オブ・カーペンターズ』（"22 Hits of the Carpenters"）がチャートトップを獲得し、2002年には出荷枚数300万枚を突破する。2003年には300万枚突破記念盤として再発、2005年には10周年記念盤として再々発された。

### 近年の活躍
リチャード・カーペンターは、妻のメアリ・ルドルフ・カーペンターおよび4人の娘と1人の息子らとともにカリフォルニア州サウザンド・オークスに住んでおり、夫妻は芸術家の後援活動をしている。2004年にリチャードと妻はカレンを記念したサウザンド・オークス市民芸術プラザ基金（Thousand Oaks Civic Arts Plaza Foundation）に対し、300万ドルの寄付を行うことを公約した。これを受けて2006年9月20日には初年度となる「リチャード・カーペンター奨学金コンクール・ショー」（Richard Carpenter Scholarship Competition Award Show）が開催された。ショーの後にはリチャードと娘のトレイシーやミンディも演奏した。リチャードはカリフォルニア州立大学ロングビーチ校の「リチャード&カレン・カーペンター・パフォーミング・アーツ・センター」とも提携している。彼はカーペンター・センターの資金繰りを目的とすることも含めて、コンサート活動を継続している。
2001年にはヴァージニア州ノーフォークで行われたペトゥラ・クラークの「サイン・オブ・ザ・タイムズ」コンサートにゲスト出演し、演奏の一部はCDやDVDでリリースされたほか、PBSの特番で放映された。2002年にリチャードはクラークをカーペンター・センターへ招いたり、クラークのCD "The Ultimate Collection" で客演するなどもしている。2007年、中国のラジオ番組China Driveがリスナーに対して「初めて聞いた英語の歌」を募ったところ、50%以上が「イエスタデイ・ワンス・モア」を挙げた。
2008年、アルバム『ナウ・アンド・ゼン』（1973年）のジャケットで有名になった、カリフォルニア州ダウニーのニューヴィル・アヴェニューにあるカーペンター家の家屋の取り壊しが間近に迫った際には、ファンによって抗議運動が展開された。

### マスターテープ焼失
2008年6月1日、ハリウッドにあるUniversal Studiosで火災があり、保管されていたUMGのものを含めた、50万を超える映画や音楽の原盤（オリジナルのマスターテープ）を焼失してしまった中にカーペンターズのものも含まれていたことが、40周年記念アルバム『40/40』制作時にマスターテープが届かないことを不審に思ったリチャード・カーペンターの問合せによって判明した。

## 音楽と歌詞のスタイル

### 低音域の声
カーペンターズの音楽を特徴的なものにした要素の1つは、カレンの用いた低い音域の声である。ジャズやカントリー・ミュージックの分野には見られたが、当時のポピュラー音楽の世界にアルト歌手はほとんど存在しなかった。しかし、カレンはおよそ3オクターヴにわたる広い声域をもっていたのである。リチャードの声もカレンの歌声と非常に相補的なものだと評価されていた。カレンは高い音域の声も出すことはできたが、低音（カレンは自分の "basement" と呼んでいた）ほど特質のあるものではなかった。リチャードはカーペンターズのオフィシャル・サイトのファンからの質問のページで、カレンと自分は彼女の「胸声」に魔法のようなものを感じており、音の豊かさという点では比較にならなかったため、彼女の高音を強調するつもりはまったくなかったと述べている。
カレンの「魔法」が低音域にあったため、リチャードはカヴァー曲はもちろん自作曲もカレンにふさわしいキーで編曲しなおした。カーペンターズの曲の多くはD（「ユー」「見つめあう恋」）、E（「イエスタデイ・ワンス・モア」）、G（「恋よさようなら」「リーズン・トゥ・ビリーヴ」「ふたりの誓い」「ユール・ラヴ・ミー」）などのキーを用いている。カレンはこれらDからGまで、場合によってはA、B、Cも用いているが、こうした芸当のできる歌手は多くないことから、カレンの声域の広さはよく知られている。

### ドラム演奏
歌手であると同時にドラマーでもあったカレンは、1974年まではしばしばドラムも演奏していた。リチャードによれば、カレンは自分を「歌えるドラマー」だと考えていた。5フィート4インチ（163センチメートル）しかなかったカレンは、ライヴでドラムを演奏するとキットの陰に隠れてよく見えなかった。やむをえず2人は、バラードの時にはカレンが立ち上がって歌い、それ以外のあまり有名でない曲の時には座るという妥協案を見出した。年が経つにつれ、カレンがドラムを演奏している時にも彼女のヴォーカルを求める声が高まるようになり、カレンがドラムの前に座る時間は徐々に減っていった。1976年のアルバム『見つめあう恋』のころには、カレンはまったくドラムを叩かなくなっていた。観客からドラムの腕前ではなく容姿で評価されていたことはその後のカレンの心に暗い影を落とした。

### アレンジ
カーペンターズの音楽は、そのアレンジの見事さによって高く評価されている。アレンジは大抵リチャードが担当し、その手腕は広く賞賛された。アレンジの大半はクラシックのスタイルで、多くの弦楽器や、ときには金管楽器や木管楽器も用いた（「星空に愛を(コーリング・オキュパンツ)」では、160人以上の歌手と演奏家を迎えている）。著名な音楽評論家のダニエル・レビティンは "Electronic Musician" 誌において「リチャード・カーペンターこそ、ポップ・ミュージック界で最も才能あるアレンジャーの1人である」と述べている。

## プロモーション活動とツアー
1969年の最初のアルバム『オファリング』に対するレヴューはあまり芳しいものではなく、カーペンターズのスタートは順調なものではなかったが、2人はバート・バカラックの前座として自分たちのプロモートに励んだ。1974年のラスヴェガスのホテルリヴィエラにおけるコンサートのときに、リチャードはそのいきさつについて説明した。映画『ハロー・ドリー!』封切り後のベネフィット・ディナーの際にバカラックの方から彼らの元を訪れて、後日行われるバカラックのディナー・ショーの前座をやってみないかと誘ったのである。このときにバカラックは自分の曲をどれでもいいからメドレーにして歌ってみろとの要求を出した。カーペンターズは2か月をかけて8曲のメドレーをまとめ上げた。このメドレーは全部で13分近くあったものを5分に短縮した上で1971年のアルバム『カーペンターズ』に収録された。
カーペンターズはコンサート・ツアーやテレビ出演などの過密なスケジュールをこなしていった。彼らが出演したテレビ番組には『エド・サリヴァン・ショー』やジョニー・カーソン司会の『ザ・トゥナイト・ショー』、『キャロル・バーネット・ショー』（"The Carol Burnett Show"、1971年および1972年）、『マイク・ダグラス・ショー』（"The Mike Douglas Show"、1971年）などがあり、『ジョニー・キャッシュ・ショー』（"The Johnny Cash Show"、同じく1971年）では「ふたりの誓い」と「雨の日と月曜日は」を演奏した。BBCのテレビ特番 ("Carpenters:Live at the BBC") では生演奏を披露している。彼らはまた夏の間だけのシリーズ番組"Make Your Own Kind of Music"で主演を務め、アメリカでは毎週火曜日の午後8時にNBCで放送された。1980年のラジオでのインタビューでカレンとリチャードのいずれもが、1970年代初めのテレビとの関わりにおいて自分たちはつけ込まれ利用されていたこと、その後の作品を制作してゆく上での支配権を握られそうになっていたことなどを述べている。
1973年5月には、時のアメリカ大統領リチャード・ニクソンと訪米中の西ドイツ首相ヴィリー・ブラントからの招待を受け、ホワイトハウスで演奏することになった。
カーペンターズは1971年から1975年にかけて数多くのコンサートを行っており、現代の感覚では殺人的と言えるスケジュールであった。以下の表はリチャードが保存していた旅行記録に基づいたものである。
| 年   | コンサート回数     | TV出演回数                                  |
| ---- | ------------------ | ------------------------------------------- |
| 1971 | 145公演            | 10番組（"Make Your Own Kind of Music"など） |
| 1972 | 174公演            | 6番組                                       |
| 1973 | 174公演            | 3番組                                       |
| 1974 | 203公演            | なし                                        |
| 1975 | 118公演 + 延期46回 | なし                                        |

1970年代の中ごろには、度重なるツアーや長期に及ぶレコーディング・セッションが2人を蝕みはじめており、2人の十数年にわたる活動の後半は仕事の上でも個人生活の上でも問題を抱えたものとなっていた。カレンは強迫観念的にダイエットをするようになり、やがて神経性無食欲症になって症状も進行していった。カレンが神経性無食欲症になった切っ掛けは衣装デザインの問題で太って見えた写真を本人が見て傷付いたことにあった。この拒食症が最初に現われたのは、ラスヴェガスでのショーの途中でカレンが倒れた1975年のことである。カレンは消耗しきっており、フィリピンとイギリスおよび日本へのコンサート・ツアーはキャンセルするよう命じられた。それ以前にもカレンは既にライブの休憩時間に控え室まで歩く体力が無くなり、照明を落として舞台で横にならざるを得ないほど症状が進行していた。カレンが倒れた際にはリチャードは多額の損害を覚悟でカレンを守るためにツアーのキャンセルを断行し、詳しい事情を知らないヨーロッパのファンたちに記者会見でひたすら平謝りするばかりであった。リチャードはその時期の6、7日の過密スケジュールのことを後悔しており、現在明らかになったことを当時すでに知っていたら絶対にそのような日程には同意しなかっただろうと語っている。カレンはシングル「オンリー・イエスタデイ」のミュージック・ビデオを撮影したころには（まだ病的ではなかったが）顕著に痩せて見えるようになった。一方リチャードもメタカロン（催眠剤）の中毒に陥っており、1970年代後半には演奏に悪影響を及ぼしはじめ、これらをきっかけとして1978年に2人はライヴ・コンサートへの出演を辞めることとなった。
カレンの病気療養に伴うカーペンターの空白期間中には、中々カレンの体重が元に戻らないことに疲れたリチャードが薬物依存症に陥るなど苦難にさいなまれていた。当時カーペンターズの芸能界再起不能まで囁かれ、いつしかカーペンターズの名声は大衆から忘れられ始めた。
カーペンターズとして行った日本公演は、1972年、1974年、1976年の3回である。1974年の日本公演では、武道館ではひばり児童合唱団と、京都では地元の合唱団（リチャードが「Kyoto Children's choir」と紹介していた。）と「シング」を日本語で歌った。

## テレビ特番
カーペンターズが司会を務めるテレビ特番も大変好評で、1976年から1980年にかけて計5本のレギュラー番組を持っていた。なかでも1976年12月8日放送の"The Carpenters' Very First TV Special"は人気を博し、アメリカの視聴率調査会社ニールセンのランキングで第6位となった。彼らのショーには大抵「shtick」（演出上の見せ場として、お決まりのギャグなどを演じる滑稽な場面）があり、リチャードはこれを大変嫌っていたものの、カレンは気に入っており、その個性をカメラの前で花開かせることとなった。
カーペンターズ最後のテレビ特番"Music"は1980年5月に放送された。この番組には「shtick」はなく、音楽だけで構成されていた。テレビ司会者のジョン・デヴィッドソンや有名なスタンダード歌手のエラ・フィッツジェラルドらがゲスト出演し、さまざまな歌を披露した。この番組で演奏された曲の多くは2004年にアルバム『レインボウ・コネクション〜アズ・タイム・ゴーズ・バイ』に収録された。カーペンターズのオフィシャル・サイトで、このアルバムに収められた15曲のうち5曲が"Music, Music, Music!"から採られたものであると明記されている。
しかし、ABCは彼らの純粋に音楽だけで番組を構成するという方針に不満を覚えていた。ドキュメンタリー『リメンバー・ザ・カーペンターズ』（"Close to You:Remembering the Carpenters"）で、リチャードはABCのスタッフがこぼした「一体あいつらはこれを何だと思っているんだ？ PBSの番組か？」という言葉を引用している（PBSは教養番組を主とするアメリカの公共放送局で、日本ではNHK教育にあたる）。皮肉にも、このドキュメンタリーは翌1998年にMPIホーム・ビデオ社からDVDとして発売される前にPBSで放映された。

## 評価と影響

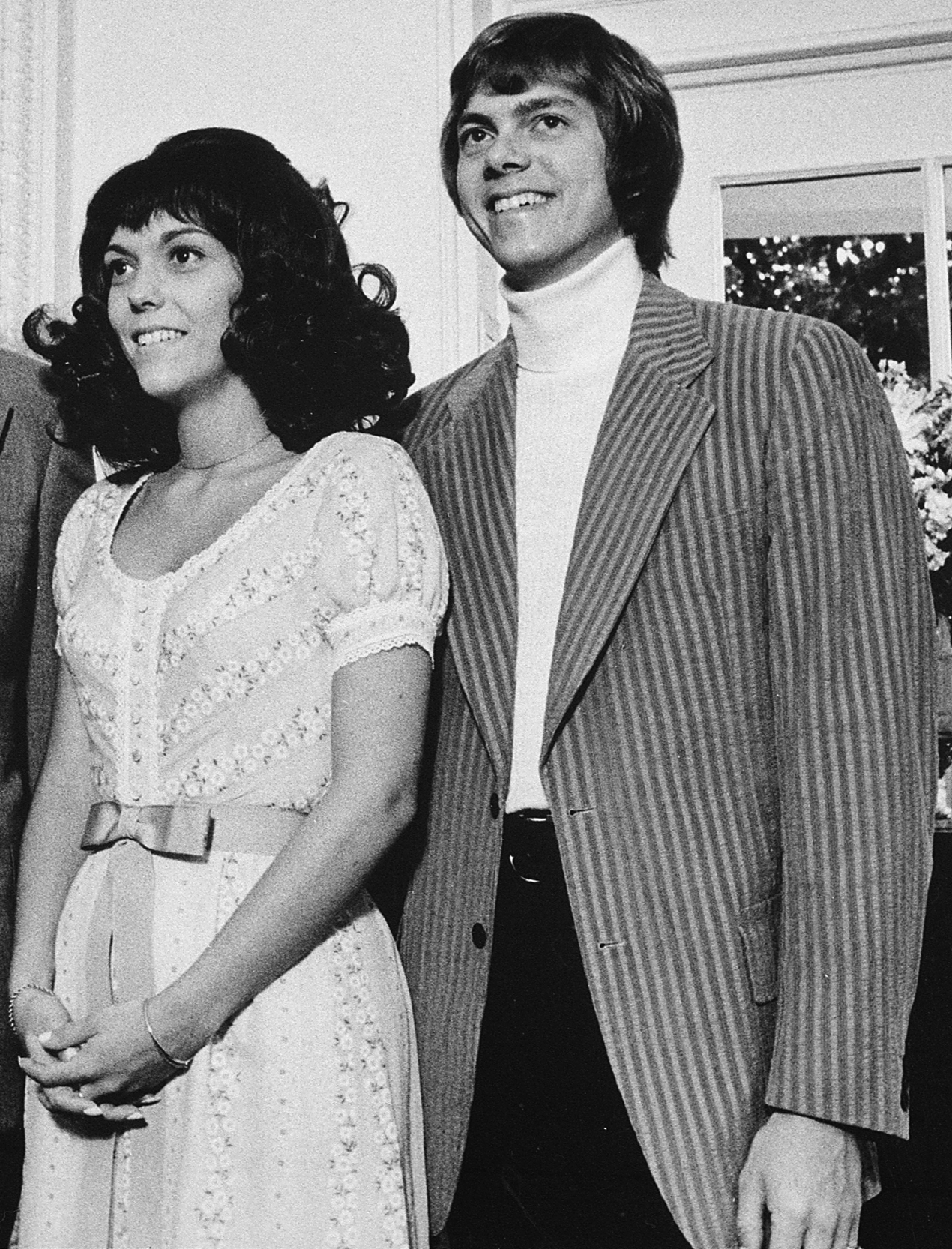
1972年、ホワイトハウスにて

### 音楽評論家からの酷評
カーペンターズの絶大な人気は、音楽評論家たちの批判をはねのける勢いをもっていた。バラードやミドルテンポのポップスを中心とした2人の音楽性は、批評家たちから退屈で甘ったるいと斬り捨てられていたのである。しかし、レコード業界は2人にいくつもの賞を授与した。カーペンターズはそのキャリアにおいて3度のグラミー賞を受賞している（1970年に最優秀新人賞および「close to you」で最優秀ボーカル・グループ賞、1971年に『スーパースター』で最優秀ボーカル・グループ賞）。また、1973年には、投票によって第1回アメリカン・ミュージック・アワードの最優秀ポップ・ロック・デュオにも選ばれた。
多くの批評家たちから「ミルクを飲んで、アップル・パイを食べて、シャワーを浴びる」といった印象だと批判されたことに対して、リチャードはインタビューにおいてたびたび「自分はミルクなど好きではないし、ワインも飲む。マリファナ合法化のために投票さえした」とまで言いながら、そうした評価を払拭しようと努めている。
レイ・コールマンの著書 "The Carpenters:The Untold Story" （『カレン・カーペンター：栄光と悲劇の物語』）においてもリチャードは、カーペンターズのイメージをひたすら「清廉潔白」にしておこうと務めるA&Mの経営陣や、彼らの音楽よりも彼らのイメージばかりを批評する評論家に対して、自分がいかに嫌悪感を抱いていたかを強調している。

### カーペンターズの再評価
カーペンターズの本格的な再評価は、1990年代から2000年代にかけて各国で制作された、"Close to You:Remembering the Carpenters"（アメリカ）や "The Sayonara"（日本）、"Only Yesterday:The Carpenters Story"（イギリス）などさまざまなドキュメンタリーによってもたらされた。作品の技術的な質の高さや歌に奥底に秘められた悲しみ、カレンの歌声やその人生に刻まれた苦悩が多くのファンを惹きつけた。彼女の特徴的なヴォーカルが、その後のポップ・ミュージックにアン・マレーやリタ・クーリッジ、メリサ・マンチェスターといったアルト歌手を登場させる契機になったといわれている。
1990年代のR&Bグループ、ボーイズIIメンさえもが自分たちに影響を与えたアーティストとしてカーペンターズの名を挙げている。1990年にオルタナティヴ・ロック・バンドのソニック・ユースは "Tunic (Song for Karen)" という曲を録音した（アルバム『GOO』収録）。これはカレンが新しい「友だち」のデニス・ウィルソンやエルヴィス・プレスリー、ジャニス・ジョプリンらの元を訪ねてもう一度ドラムを演奏するために家族へ別れを告げるという内容の歌である。批評家からはそのサウンドが「ソフトすぎる」と批判されていたにもかかわらず、カーペンターズをロックの殿堂へ入れるべきだとする運動や嘆願書が数多く存在する。
1994年のトリビュート・アルバム『イフ・アイ・ワー・ア・カーペンター〜カーペンターズに捧ぐ』では、ソニック・ユースやベティー・サーヴァート、少年ナイフ、グラント・リー・バッファロー、マシュー・スウィート、クランベリーズといったアーティストによって、カーペンターズのヒット曲のオルタナティブ・ロック的解釈が試みられた。
カーペンターズの曲の多くは、もはやポップ・スタンダードとなっている。特に「close to you」などはカラオケで歌われることも多い。この曲は『バックマン家の人々』で挿入歌として使用され、『ザ・シンプソンズ』の2つのエピソードや『ザ・シンプソンズ MOVIE』でも使われている。代表曲の一つ「愛のプレリュード」は結婚式や披露宴の定番であり、映画『スタスキー&ハッチ』（"Starsky & Hutch"）や『1408号室』でも印象的に用いられている。「スーパースター」はルーサー・ヴァンドロスやルーベン・スタッダードからベット・ミドラー、ソニック・ユースに至るまで、数多くのアーティストによってカヴァーされた。クレイ・エイケンはテレビ番組『アメリカン・アイドル』でこの曲を歌い、若い世代にもこの曲を知らしめた。「愛のプレリュード」と「close to you」は、その良質さと歴史的重要性からグラミーの殿堂入りを果している。

### アーティスト達からの評価
自分に大きな影響を与えた人物としてカレン・カーペンターの名を挙げている現代のアーティストには、クリスティーナ・アギレラ、グウェン・ステファニー、シャナイア・トゥエイン、アナスタシア、メアリー・J. ブライジ、アリシア・キーズ、リアン・ライムス、ケリー・ジョーンズ（ステレオフォニックス）、ジョニー・ボーレル（レイザーライト）、ジョー・オメアラ（S Club 7）、マドンナなどがいる。
クイーンはプロフィールにカーペンターズを「嫌いなアーティスト」として挙げていた。

### その他
リチャードと妻メアリ・ルドルフ・カーペンターは、2007年にベンチュラ郡のフィランソロピスト（社会奉仕家）・オブ・ザ・イヤー賞を授与された。

## ディスコグラフィ
アメリカ合衆国のバンドカーペンターズのディスコグラフィは、14枚のスタジオ・アルバム、2枚のライブ・アルバム、18枚のコンピレーション・アルバム、51枚のシングル、5作の音楽ビデオ、3曲のサウンドトラック、2枚のトリビュート・アルバムにより構成される。その経歴を通じて、カーペンターズは解散までにリード・アーティストとして30枚のシングルをリリースした。この30枚のうち13枚がRIAAによってゴールドディスクに認定され、22枚がアダルト・コンテンポラリー・チャートのトップ10に到達した。またカーペンターズは1969年から1983年までに10枚のアルバムを発表した。そのうち6枚のアルバム（『close to you』、『カーペンターズ』、『ア・ソング・フォー・ユー』、『ナウ・アンド・ゼン』、『緑の地平線〜ホライゾン』、『見つめあう恋』）がビルボード・ホット100のトップ20入りした曲を収録している。
スタジオ・アルバム
- 『涙の乗車券』 - Ticket to Ride (1969年) 当初のタイトルは『オファリング』
- 『遙かなる影』 - Close to You (1970年)
- 『カーペンターズ』 - Carpenters (1971年)
- 『ア・ソング・フォー・ユー』 - A Song for You (1972年)
- 『ナウ・アンド・ゼン』 - Now & Then (1973年)
- 『緑の地平線〜ホライゾン』 - Horizon (1975年)
- 『見つめあう恋』 - A Kind of Hush (1976年)
- 『パッセージ』 - Passage (1977年)
- 『クリスマス・ポートレイト』 - Christmas Portrait (1978年)
- 『メイド・イン・アメリカ』 - Made in America (1981年)
- 『ヴォイス・オブ・ザ・ハート』 - Voice of the Heart (1983年)
- 『オールド・ファッションド・クリスマス』 - An Old-Fashioned Christmas (1984年)
- 『愛の軌跡〜ラヴラインズ』 - Lovelines (1989年)
- 『レインボウ・コネクション〜アズ・タイム・ゴーズ・バイ』 - As Time Goes By (2001年)

## グラミー賞受賞歴
1970年代を通じて、リチャードとカレンはグラミー賞に何度もノミネートされている。リチャードはインストゥルメンタル曲『フラット・バロック』（"Flat Baroque"）によって、個人でもノミネートされた。2人はグラミー賞を3度受賞し、2曲が殿堂入りを果している。
| 年   | 部門                                   | 受賞／ ノミネート | タイトル                                 |
| ---- | -------------------------------------- | ----------------- | ---------------------------------------- |
| 1970 | 最優秀新人賞                           | 受賞              | カーペンターズ                           |
| 1970 | 最優秀ボーカル・グループ賞             | 受賞              | 「close to you」                         |
| 1970 | 最優秀レコード賞                       | ノミネート        | 『close to you』                         |
| 1970 | 最優秀アルバム賞                       | ノミネート        | 『close to you』                         |
| 1970 | 最優秀アレンジメント賞                 | ノミネート        | 「close to you」                         |
| 1970 | 最優秀楽曲賞                           | ノミネート        | 「愛のプレリュード」                     |
| 1970 | 最優秀コンテンポラリー・ソング賞       | ノミネート        | 「愛のプレリュード」                     |
| 1970 | 最優秀録音賞                           | ノミネート        | 『close to you』                         |
| 1971 | 最優秀ボーカル・グループ賞             | 受賞              | 『カーペンターズ』                       |
| 1971 | 最優秀アルバム賞                       | ノミネート        | 『カーペンターズ』                       |
| 1971 | 最優秀アレンジメント賞                 | ノミネート        | 「スーパースター」                       |
| 1971 | 最優秀オリジナル・キャスト・アルバム賞 | ノミネート        | "Bless the Beasts and Children"          |
| 1971 | 最優秀録音賞                           | ノミネート        | 『カーペンターズ』                       |
| 1972 | 最優秀アレンジメント賞                 | ノミネート        | "Flat Baroque"                           |
| 1973 | 最優秀ボーカル・グループ賞             | ノミネート        | 「シング」                               |
| 1973 | 最優秀アレンジメント賞                 | ノミネート        | 「シング」                               |
| 1974 | 最優秀アレンジメント賞                 | ノミネート        | 「愛のプレリュード」                     |
| 1977 | 最優秀アレンジメント賞                 | ノミネート        | 「星空に愛を(コーリング・オキュパンツ)」 |

## 日本公演

### 1972年
6月2日 日本武道館

### 1974年
5月31日 日本武道館、6月1日 静岡駿府会館、6月4日 京都会館、6月5日 広島県立体育館、6月7日 大阪フェスティバルホール、6月8日 横浜文化体育館、6月10日 名古屋市民会館、6月12日 日本武道館。当時の入場券（チケット）販売は街のプレイガイドで買うか、書留郵便などでの購入方法等があったが。日本武道館の二公演は主催者のニッポン放送による全席郵送方式で行われた。S席2800円、A席2500円、B席2000円、C席1500円の四種類。

### 1976年
本来なら1975年に実施されるはずだったが、カレンの体調不良でドクターストップがかかり、翌76年に延期された。（★の付いている公演日は、1日2回公演）
3月15日・16日 日本武道館、3月17日 静岡市駿府会館、3月18日 愛知県体育館、3月19日 神戸市立中央体育館、3月20日 京都体育館、3月21日 和歌山県立体育館、3月24日★・25日★、26日★ 大阪フェスティバルホール、3月28日 金沢大乗寺山・実践倫理記念会館、3月29日 岡山市立体育館、3月30日 山口県体育館、3月31日★ 福岡 九電記念体育館、4月1日 熊本市立体育館、4月2日 広島県立体育館、4月5日★ 仙台宮城県スポーツセンター、4月7日 札幌真駒内アイスアリーナ、4月9日 日本武道館、4月10日★ 神奈川県民ホール、4月11日 水戸笠松運動公園体育館

## 受賞歴
- 第7回ザテレビジョンドラマアカデミー賞 主題歌賞（『TOP OF THE WORLD』､ドラマ『未成年』主題歌）

## 備考

### ロゴ
1971年、A&Mのグラフィック部門はクレイグ・ブラウン&アソシエーツを雇い、カーペンターズの最新作となる3枚目のアルバム『カーペンターズ』のジャケットのデザインを依頼した。リチャードは仕上がったロゴを一目見るなり最高の出来だと感じたと語っている。その後カーペンターズのアルバムすべてにおいてこのロゴが使用されることになったが、ファンからは「なぜ『パッセージ』にだけこのロゴが使用されていないのか」という質問が多く寄せられている。これに対しリチャードは裏ジャケットの下中央で使われているはずだと答えている。

### 広告曲
日本でも現在に至るまでその人気は確かなもので、広告・ドラマの主題歌などさまざまなメディアで耳にする機会は少なくない。また、彼ら自身が1970年代に森永製菓のハイクラウンチョコレートや、サントリーのソフトドリンク、ポップのCMに起用されていたことがある。

### 英語教材
スローテンポで聴きやすいスタンダードポップス、音楽的にも優れた楽曲、覚えやすく歌いやすいメロディー、カレンの正確な発音、正しい英文法、基本的な単語で構成された歌詞、スラングがないこと、ヒット曲が多いこと……などから、ビートルズなどと共に「英語教材」としても一般的に広く薦められている。